# عزرا هال غيليت
عزرا هال غيليت (بالإنجليزية: Ezra Hall Gillett)‏ هو عالم عقيدة أمريكي، ولد في 1823، وتوفي في 1875.